# الأرتيقة
قبيلة الأرتيقة
هي قبيلة عربية هاشمية حكمت سواكن ثمانية قرون متواصلة ويرجع تاريخها إلى هجرة جدهم علي بن عبد الله الداعي من جبل حرام باليمن إلى مصوع ثم إلى سواكن وكانت آنذاك تحت إمارة قبيلة بلي القضاعية وكان أميرها هو أحمد البلوي فقام علي الداعي بخطبة ابنة الأمير أحمد البلوي إلى ابنه محمد جمال الدين ثم قام هو شخصيا بالزواج من الشق الثاني لأهل سواكن وهم البجة البويكناب (أصحاب الدماء) وأنجب ابنه أحمد الملقب باسوفير فأمن بذلك على تجارته وأهله بمصاهرته لأقوى جناحين في سواكن.
كبرت هذه الأسرة واتخذت من سواكن مقرا لتجارتها وكانوا يعملون بالتجارة بين سواكن ومصوع وجدة وينبع والمخا فقويت شوكة هذه الأسرة حتى أن شريف مكة قام بتعيين محمد جمال الدين قاضيا على سواكن وبعد أن اطمئن علي الداعي على أسرته في سواكن رجع إلى اليمن وقضى بقية حياته هناك حتى توفي ودفن بها.

## نسب الأرتيقة
جدهم هو :الشريف علي بن عبد الله الداعي بن سعيد بن عزيز بن بركات بن جابر بن جعفر بن عون بن عقيل بن حسن بن حسين بن علي بن هارون بن عباس بن سليمان بن عون بن حسين بن سليمان بن القاسم الرسي بن ابراهيم طباطبا بن اسماعيل الديباج بن ابراهيم الغمر بن الحسن المثنى بن الحسن بن علي بن أبي طالب كرم الله وجهه.

## الأرتيقة والإمارة
كان الشريف علم الدين بن أحمد(باسوفير) بن الشريف علي بن عبد الله الداعي الغمري الحسني هو أول أمير من الأرتيقة على سواكن  وذلك بأمر من الظاهر بيبرس البندقداري عام 664هجري بعزل الأمير البلوي آنذاك وتعيين الشريف علم الدين عليها فحكمها خمسون عاما فدانت البلاد لحكم هذه الجماعة من الأشراف الغمريين أهل السلطة والقضاء والتجارة ..وكانت هناك علاقة صداقة بين أمير مكة الشريف محمد نجم الدين أبي نمي الأول وأمير سواكن الشريف علم الدين وختمت هذه العلاقة بالمصاهرة فقد تزوج شريف مكة أبونمي من ابنة صديقه أمير سواكن الشريف علم الدين وأنجب من هذه الزيجة زيد الأصغر بن أبي نمي ..ولكن زيد هذا عاش في كنف جده لأمه الشريف علم الدين في سواكن وقد ذكره النسابة ابن عنبة المتوفي عام 828هجري في كتابه (عمدة الطالب في أنساب آل أبي طالب) حيث قال ((عز الدين زيد الأصغر بن أبي نمي ملك سواكن وكانت لجده لأمه وهي من بني الغمر بن الحسن المثنى ))
ذكر المقريزي في كتابه السلوك لمعرفة دول الملوك في أحداث عتم 680 هجري:(وفيه كانت وقعة في صحراء عيذاب بين عرب جهينة ورفاعة قتل فيها جماعة فكتب إلى الشريف علم الدين صاحب سواكن أن يوفق بينهم ولا يعين طائفة على أخرى خوفا على فساد الطريق) والمقصود هنا أن السلطان المملوكي قلاوون كتب إلى الشريف علم الدين صاحب سواكن أن يصلح بين عرب جهينة ورفاعة 
ثم بعد ذلك صدر أمر من السلطان المملوكي بتعيين زيد الأصغر بن أبي نمي حاكما على سواكن عام 719هجري فحكمها عامين ثم ذهب إلى العراق وأصبح نقيب الطالبيين هناك ودفن بالنجف الأشرف .
عادت الإمارة مرة أخرى للبلو بعد زيد بن أبي نمي لفترة ثم عادت مرة أخرى للسادة الأرتيقة بقيادة الشريف عبد الله بوش الأرتيقي الغمري الحسني
بعد رجوع الإمارة للسادة الأرتيقة حكموا سواكن  قرونا متواصلة حتى أيام الإستعمار البريطاني الذي حارب الأرتيقة لوقوفهم ودعمهم للثورة المهدية وتأيديهم للمجاهد عثمان دقنة, فقام الإنجليز بإلغاء الإمارة فأصبحت عمودية ثم قام المستعمر ببناء مدينة بورتسودان عام 1905ميلادي وقطع السكة الحديد عن سواكن وتوصيلها ببورتسودان واعتماد بورتسودان كميناء رئيسي للسودان فهجرت سواكن وأصبحت مدينة أشباح .

### جدول زمني لأمراء سواكن
| أمير سواكن                                | الفترة الزمنية                                                   |
| ----------------------------------------- | ---------------------------------------------------------------- |
| إمارة البلو                               | دولة المماليك                                                    |
| الشريف علم الدين الغمري الحسني            | 664 هجري دولة المماليك                                           |
| إمارة البلو                               | دولة المماليك عهد الناصر محمد قلاوون                             |
| الشريف زيد بن أبي نمي                     | 719 هجري دولة المماليك                                           |
| إمارة البلو                               | دولة المماليك                                                    |
| الشريف عبد الله بوش الغمري الحسني         | 914 هجري السلطنة الزرقاء(الفونج) ثم الدولة العثمانية عام 923هجري |
| الشريف دس بن عبد الله بوش الغمري الحسني   | الدولة العثمانية                                                 |
| الشريف موسى بن دس االغمري الحسني          | الدولة العثمانية                                                 |
| الشريف عبد الوهاب بن موسى الغمري الحسني   | 1058هجري الدولة العثمانية                                        |
| فترة من الفوضى                            | الدولة العثمانية                                                 |
| الشريف أحمد كرب الغمري الحسني             | الدولة العثمانية                                                 |
| الشريف محمد بن أحمد كرب الغمري الحسني     | الدولة العثمانية                                                 |
| الشريف علي بن محمد الغمري الحسني          | الدولة العثمانية                                                 |
| الشريف رحمة الله بن علي الغمري الحسني     | الدولة العثمانية                                                 |
| الشريف موسى بن رحمة الله الغمري الحسني    | الدولة العثمانية                                                 |
| الشريف محمد أرتيقة بن موسى الغمري الحسني  | الدولة العثمانية                                                 |
| الشريف محمود بن محمد أرتيقة الغمري الحسني | الدولةا لعثمانية                                                 |
| الشريف عثمان بن محمود الغمري الحسني       | الدولة العثمانية                                                 |
| الشريف جيلاني بك بن عثمان الغمري الحسني   | الدولة العثمانية                                                 |
| الشريف محمد بن جيلاني بك الغمري الحسني    | الدولة العثمانية                                                 |
| الشريف محمود بك بن عثمان الغمري الحسني    | الدولة العثمانية _ الحكم الثنائي المصري الإنجليزي                |

وقد زار الرحالة الفرنسي جون لويس بوركهارت سواكن عام 1814م الموافق 1229 هجري وكانت آنذاك تحت إمارة الأرتيقة الحداربة
قال :((وزمام سواكن في يد أمير الحداربة الذي يختار من كبريات أسر القبيلة وعددها خمسة ويميزونها عن غيرها بكلمة "أرتيقة" وهي كلمة بشارية تعني الأشراف))

## ديار الأرتيقة
ديار قبيلة الأرتيقة هي سواكن خاصة وشرق السودان عامة فمنهم في طوكر وحلفا الجديدة وكسلا وبورتسودان.
أما انتشار القبيلة فمنهم من دخل عمق السودان حتى وصل مناطق الأبيض في ولاية كردفان.

## كلمة (أرتيقة)
كانت القبيلة تسمى الحدارب (والتي تعني الحضارم وهي من بعد عبد الله بوش وحتى الأمير محمد أرتيقا) ثم تسمت باسم الأرتيقة(وهي منذ تولى الإمارة محمد أرتيقة وحتى يومنا هذا)، وأرتيقة تعني النبيل أو الشريف أو الأمير وتعني أيضا ارتقاء السلطة وتعني كما فسرها الإنجليز في كتبهم (الطبقة الارستقراطية).

## من أعلام القبيلة
1- الشريف محمود أبي عائشة حامد الأرتيقي الغمري الحسني (أمين فرع الرابطة العلمية العالمية للأنساب الهاشمية بالسودان والقرن الإفريقي)

2- الشريف عبد القادر أبوعلي مجذوب الأرتيقي الغمري الحسني (نائب مدير هيئة الموانئ البحرية ببورتسودان)

3- الشريف البروفيسور حسن أبي عائشة حامد الأرتيقي الغمري الحسني(وزير الدولة بوزارة الصحة)

4- الشريف محمد بن طاهر بن الأمير محمد بن الأمير جيلاني بك الأرتيقي الغمري الحسني (وزير الإسكان سابقا)

5- الشريف يوسف أبوعلي مجذوب الأرتيقي الغمري الحسني (أحد مؤسسي رابطة أبناء مدينة طوكر)

6- الشريف محمد الأمين شريف الأرتيقي الغمري الحسني (عراب الرابطة الإصلاحية للأرتيقة)

7- الشريف محمود الأمين أرتيقة الغمري الحسني (مدير إدارة التدريب بهيئة الموانئ البحرية)

8- الشريف أبوبكر بن يوسف الأرتيقي الغمري الحسني (أحد علماء سواكن الأعلام)